# Knöpfchen-Knöterich
Der Knöpfchen-Knöterich (Persicaria capitata, Syn.: Polygonum capitatum), auch Knöllchen-Knöterich ist eine Pflanze aus der Familie der Knöterichgewächse. Die Art wird als Bodendecker in Gärten kultiviert.

## Beschreibung

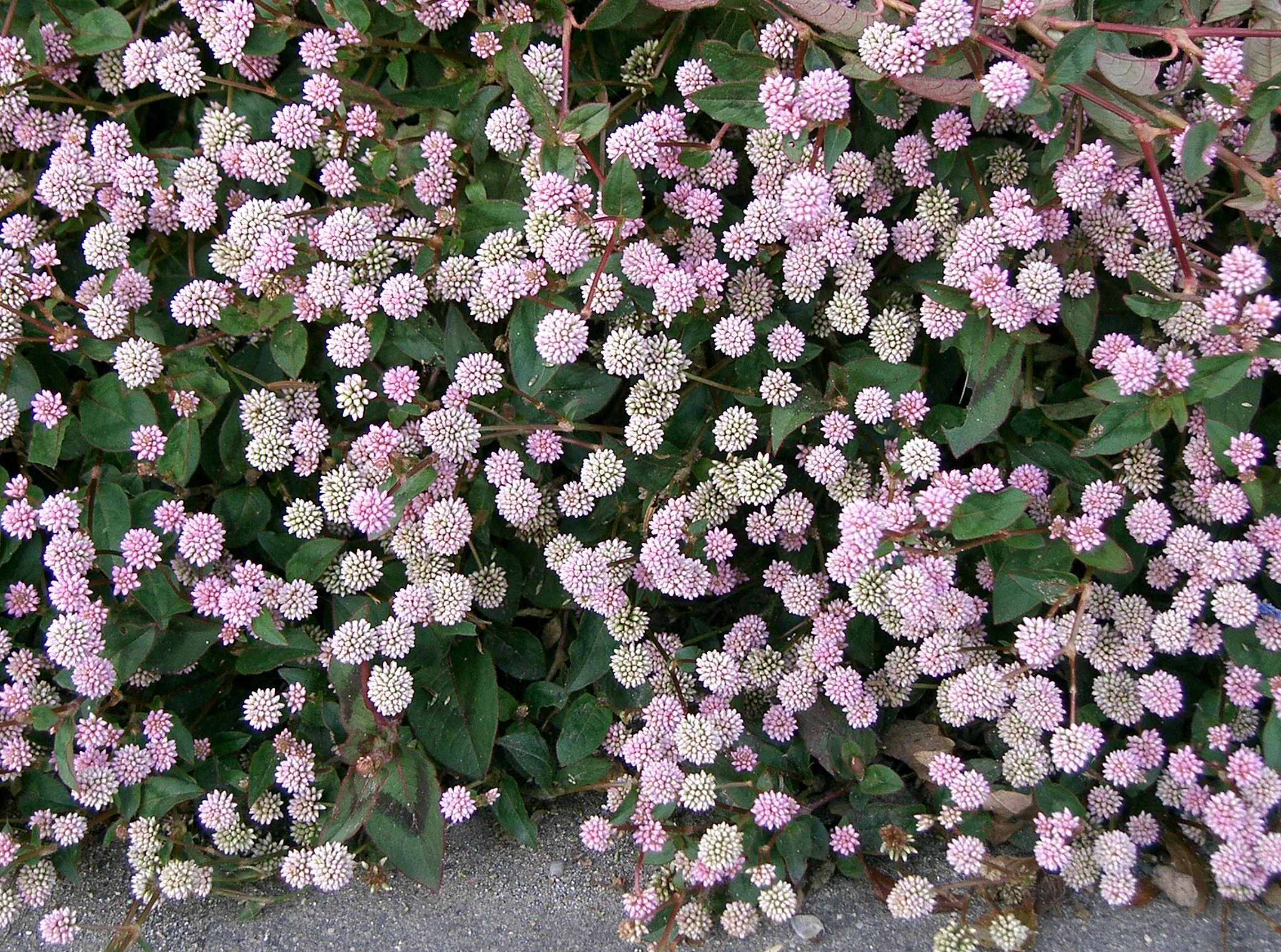
Persicaria capitata, Polster

Die Pflanze ist je nach klimatischen Verhältnissen einjährig bis mehrjährig. Sie wächst niederliegend, wobei die 5 cm bis 50 cm langen Stängel an den Knoten wurzeln können. Die Pflanzen erreichen dabei Wuchshöhen von 10 cm bis 20 cm.
Die nur wenige Millimeter lang gestielten Blätter sind meist 3 bis 4 cm lang und oval bis elliptisch. Ihre Basis ist keilförmig verschmälert. Vorne sind sie kurz bespitzt. Der Blattrand ist mit einem schmalen roten und behaarten Saum versehen. Oft tragen die Blätter auf ihrer Spreite eine halbkreis- bis V-förmige rötliche Zeichnung. Die etwa 1 cm lange rötlich-braune Ochrea ist zylinderförmig.
Charakteristisch sind die Blütenstände. Diese sitzen endständig an aufsteigenden Seitenzweigen, sind bis zu 4 cm lang gestielt und ungefähr kugelförmig mit einem Durchmesser von meist 1 bis 2 cm. Die Blütenfarbe schwankt zwischen weißlich-rosa und rötlich.

## Verbreitung und Standortansprüche
Die Pflanze stammt ursprünglich aus dem Himalaya (nördliches Indien, Nepal, Bhutan, China) oder aus Indochina und Malaysia. Sie wurde aber in viele Gegenden der Welt als Gartenpflanze eingeführt. In tropischen und subtropischen Gebieten sowie gemäßigten Regionen mit milden Wintern verwildert sie regelmäßig und kann dann auf Kulturland, insbesondere an steinigen, trockenen Stellen, häufig angetroffen werden.